# Stanisław Pierściński

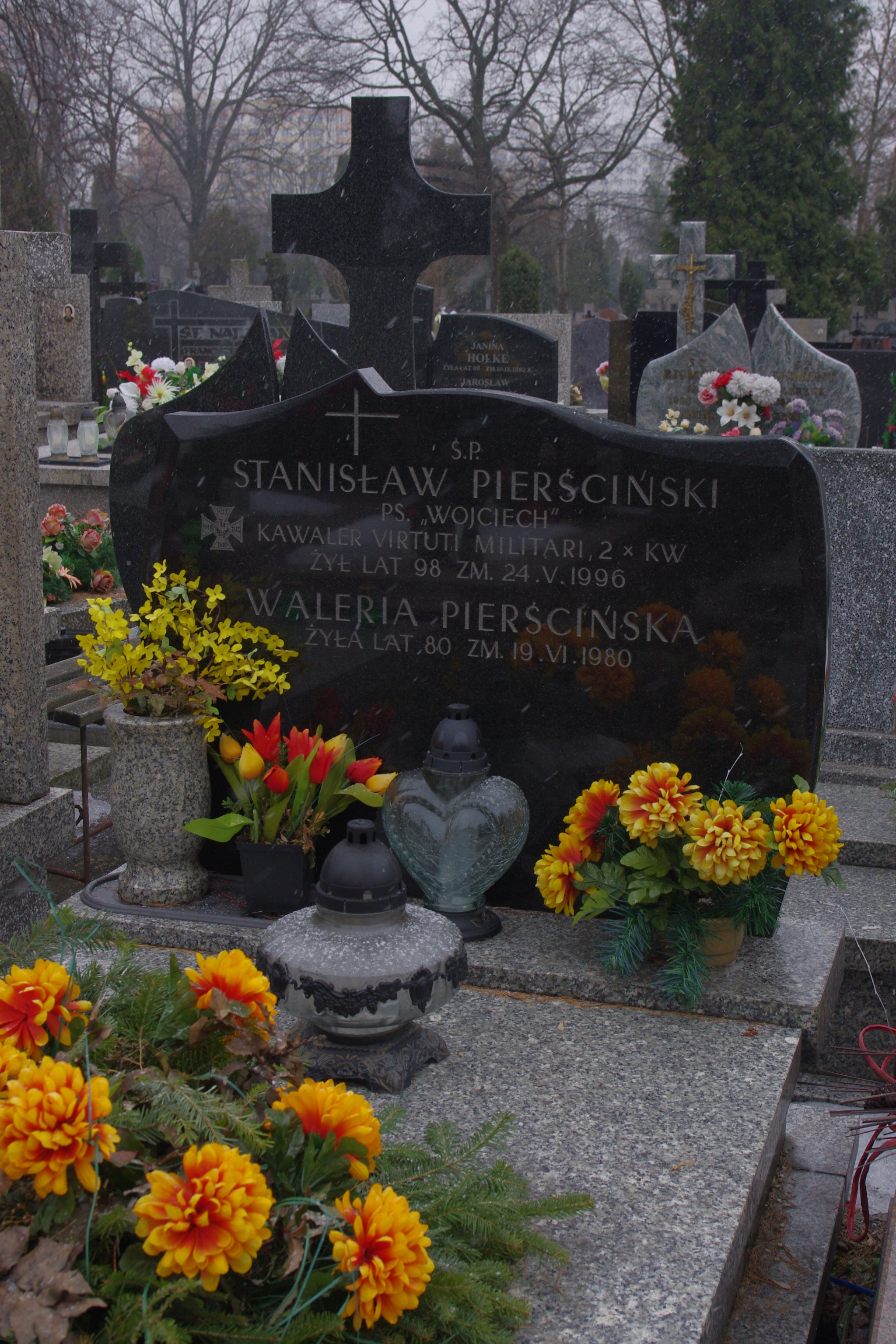
Grób Stanisława Pierścińskiego ps. "Wojciech" na cmentarzu Wawrzyszewskim w Warszawie

Stanisław Pierściński ps. „Wojciech” (ur. 11 listopada 1898 w Naruszewie, zm. 24 maja 1996 w Warszawie) – polski żołnierz, starszy sierżant, uczestnik powstania warszawskiego, kawaler Orderu Virtuti Militari i dwukrotnie Krzyża Walecznych.

## Życiorys
W czasie II wojny światowej zaangażowany w konspirację niepodległościową na terenie warszawskiego Żoliborza, uczestnik powstania warszawskiego w ramach 3. kompanii Zgrupowania „Żubr” II Obwodu „Żywiciel” Warszawskiego Okręgu AK. Uczestnik walk na Żoliborzu.
Pochowany na cmentarzu Wawrzyszewskim w Warszawie.